# Utricularia chiribiquetensis
Utricularia chiribiquetensis — вид квіткових рослин роду Пухирник (Utricularia) родини Пухирникові (Lentibulariaceae).

## Таксономія та назва
Вид описаний і опублікований Альваро Фернандесом-Пересом в 1964 році. Видовий епітет chiribiquitensis, стосується гірського ланцюга в Колумбії, де поширений цей вид.

## Поширення
Вид поширений у Венесуелі та Колумбії.

## Екологія
Однорічна наземна рослина-хижак. Росте у вологих, піщаних саванах або болотах на висоті 80-1800 м над рівнем моря.